# Bárbara Muñoz Bustamante
Bárbara Alejandra Muñoz Bustamante (Santiago, Chile; 2 de enero de 1992) es una futbolista chilena. Juega de centrocampista y su equipo actual es Unión Española de la Primera División de fútbol femenino de Chile.

## Trayectoria
Comenzó su carrera en el Audax Italiano, club donde llegó a los 17 años.
El 1 de febrero de 2020 fichó por el Santiago Morning.

## Selección nacional
Debutó por la selección de Chile el 8 de marzo de 2014 ante Argentina por los Juegos Suramericanos de 2014.

## Clubes
| Club             | País  | Año       |
| ---------------- | ----- | --------- |
| Audax Italiano   | Chile | 2009-2016 |
| Colo Colo        | Chile | 2017-2019 |
| Santiago Morning | Chile | 2020-2024 |
| Unión Española   | Chile | 2025-     |